# Abraxas cosmia
Abraxas cosmia là một loài bướm đêm trong họ Geometridae.